# Aceton peroksid
Aceton peroksid je eksplozivna kemikalija, ki se pojavlja v dveh različicah, kot aceton diperoksid in aceton triperoksid. 
Aceton peroksid je izjemno občutljiv na trenje, pritisk in toploto (ogenj, iskrenje). Že samo presipanje kristalov te kemikalije iz ene posode v drugo je izredno nevarno, saj se lahko kristali vžgejo in pri tem eksplodirajo. Že majhna količina te snovi je lahko zelo nevarna, saj je aceton peroksid izredno močan. Aceton triperoksid ima namreč 80 % moči TNT, obe različici (dimer je bolj občutljiv) pa sta izjemno nevarni. Zaradi velike nestabilnosti in občutljivosti, te kemikalije ne uporabljajo ne v vojaške ne v komercijalne namene. S tem eksplozivom se je poškodovalo že veliko ljudi, predvsem mladih, ki so izdelovali to snov. Velika priljubljenost aceton peroksida med populacijo je tudi posledica dejstva, da so surovine za izdelavo lahko dostopne, postopek izdelave pa je preprost.
Eksploziv je znan po tem, da je priljubljen pri teroristih, predvsem zaradi moči, enostavnosti izdelave in ker je eden redkih eksplozivov, ki ne vsebuje dušika, kar ga naredi nevidnega pri različnih napravah, ki zaznavajo eksplozive na osnovi dušika.